# 런던 동물원

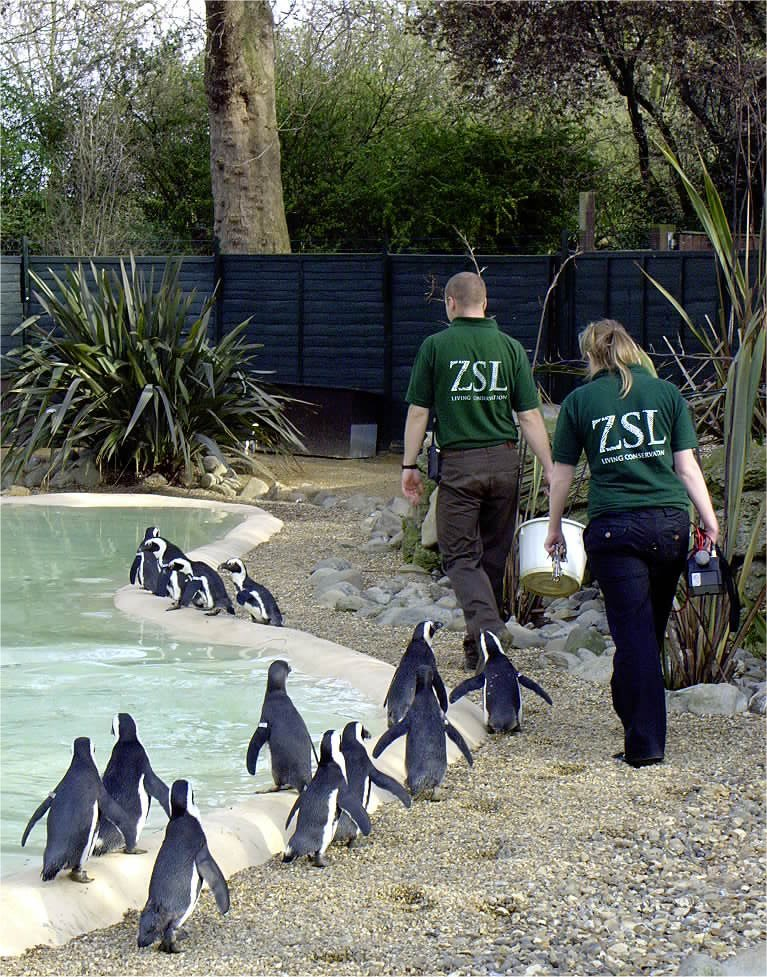
런던 동물원

런던 동물원(London Zoo, 구 명칭: ZSL 런던 동물원, ZSL London Zoo)은 세계에서 가장 오래된 과학 동물원이다. 1828년 4월 27일 런던에서 개장했으며, 원래는 과학적 연구를 위한 동물 수집 장소로 사용될 예정이었다. 1831년 또는 1832년에 런던탑 동물원의 동물들이 동물원으로 옮겨졌고, 1847년에 대중에게 공개되었다. 2022년 12월 기준, 14,926마리의 동물을 보유하고 있어 영국 최대 규모의 동물원 중 하나이다.
런던 동물원은 1826년 설립된 런던 동물학회(Zoological Society of London)의 후원으로 운영되며, 리젠츠 파크 북쪽 끝, 시티오브웨스트민스터와 캠던구의 경계에 위치해 있다(리젠트 운하가 이곳을 통과합니다). 협회는 베드퍼드셔에 있는 휩스네이드 동물원에 더 넓은 부지를 보유하고 있으며, 코끼리와 코뿔소와 같은 대형 동물들을 이곳으로 옮겨 놓았다. 런던 동물원은 최초의 과학 동물원일 뿐만 아니라, 최초의 파충류관(1849년), 최초의 공공 수족관(1853년), 최초의 곤충관(1881년), 그리고 최초의 어린이 동물원(1938년)을 개관했다.
ZSL은 정부 지원을 받지 않으며, '펠로우'와 '프렌즈' 회원권, 입장료, 장소 임대료, 그리고 후원금으로 수입을 창출한다.